# 289116 Zurbuchen
289116 Zurbuchen è un asteroide della fascia principale. Scoperto nel 2004, presenta un'orbita caratterizzata da un semiasse maggiore pari a 2,3499426 au e da un'eccentricità di 0,2525296, inclinata di 6,19221° rispetto all'eclittica.